# Bomanstjärnen, Dalarna
Bomanstjärnen är en sjö i Smedjebackens kommun i Dalarna och ingår i Norrströms huvudavrinningsområde. Sjöns area är 0,06 kvadratkilometer och den är belägen 166,5 meter över havet.